# Desencuentro (1964)
Desencuentro é uma telenovela mexicana, produzida pela Televisa e exibida em 1964 pelo Telesistema Mexicano.

## Elenco
- Alida Valli
- Germán Robles
- Andrés Soler
- Joaquín Cordero